# Coppa del Belgio di pallacanestro maschile
La Coppa del Belgio (in francese Coupe de Belgique messieurs) è il secondo trofeo belga di pallacanestro maschile dopo il campionato 1e Nationales Messieurs.

## Albo d'oro
- 1954  Semailles
- 1955  Semailles
- 1956  Semailles
- 1957  Brabo
- 1958  Semailles
- 1959  Daring B.C.
- 1960  Royal IV
- 1961  Antwerpse
- 1962  VG Ostenda
- 1963  Standard Liegi
- 1964  Racing Mechelen
- 1965  Racing Mechelen
- 1966  Royal IV Anderlecht
- 1967  Royal IV Anderlecht
- 1968  Royal IV Anderlecht
- 1969  Standard Liegi
- 1970  Racing Mechelen
- 1971  Racing Mechelen
- 1972  Racing Anversa
- 1973  Royal Molenbeek
- 1974  Racing Anversa
- 1975  BUS Duffel
- 1976  IJsboerke Kortrijk
- 1977  Standard Liegi
- 1978  Avanti Brugge
- 1979  Ostenda
- 1980  Verviers-Pepinster
- 1981  Ostenda
- 1982  Ostenda
- 1983  Ostenda
- 1984  Maccabi Etterbeek
- 1985  Ostenda
- 1986  Racing Mechelen
- 1987  Racing Mechelen
- 1988  Maccabi Bruxelles
- 1989  Ostenda
- 1990  Racing Mechelen
- 1991  Ostenda
- 1992  Bobcat Gent
- 1993  Racing Mechelen
- 1994  Racing Mechelen
- 1995  Bruxelles
- 1996  Spirou Charleroi
- 1997  Ostenda
- 1998  Ostenda
- 1999  Spirou Charleroi
- 2000  Racing Anversa
- 2001  Ostenda
- 2002  Spirou Charleroi
- 2003  Spirou Charleroi
- 2004  Liegi
- 2005  Groot Lovanio
- 2006  Mons-Hainaut
- 2007  Anversa Giants
- 2008  Ostenda
- 2009  Spirou Charleroi
- 2010  Ostenda
- 2011  Mons-Hainaut
- 2012  Okapi Aalstar
- 2013  Ostenda
- 2014  Ostenda
- 2015  Ostenda
- 2016  Ostenda
- 2017  Ostenda
- 2018  Ostenda
- 2019  Anversa Giants
- 2020  Anversa Giants
- 2021  Ostenda
- 2022  Limburg United
- 2023  Anversa Giants
- 2024  Limburg United

## Vittorie per club
| Squadra            | Vittorie | Anni |
| ------------------ | -------- | --- |
| Ostenda            | 20       | 1962, 1981-1983, 1985, 1989, 1991, 1997, 1998, 2001, 2008, 2010, 2013, 2014, 2015, 2016, 2017, 2018, 2021 |
| Racing Mechelen    | 9        | 1964, 1965, 1970, 1971, 1986, 1987, 1990, 1993, 1994                                                      |
| Royal Molenbeek    | 5        | 1960, 1966, 1967, 1968, 1973                                                                              |
| Spirou Charleroi   | 5        | 1996, 1999, 2002, 2003, 2009                                                                              |
| Anversa Giants     | 5        | 2000, 2007, 2019, 2020, 2023                                                                              |
| Semailles          | 4        | 1954, 1955, 1956, 1958                                                                                    |
| Sobabee            | 3        | 1961, 1972, 1974                                                                                          |
| Boule D'Or Andenne | 3        | 1963, 1969, 1977                                                                                          |
| Atomics Bruxelles  | 3        | 1984, 1988, 1995                                                                                          |
| Limburg United     | 2        | 2022, 2024                                                                                                |
| Mons-Hainaut       | 2        | 2006, 2011                                                                                                |
| Brabo              | 1        | 1957 |
| Daring B.C.        | 1        | 1959 |
| BUS Duffel         | 1        | 1975 |
| IJsboerke Kortrijk | 1        | 1976 |
| Avanti Brugge      | 1        | 1978 |
| Royal Pepinster    | 1        | 1980 |
| Gent Hawks         | 1        | 1992 |
| Liegi              | 1        | 2004 |
| Lovanio Bears      | 1        | 2005 |
| Okapi Aalstar      | 1        | 2012 |